# Lech Walasek
Lech Walasek (ur. 10 września 1936, zm. 17 sierpnia 2024) – polski lekarz, nefrolog, prof. dr hab. (tytuł profesora nadany w 1991 r.), promotor prac doktorskich, recenzent prac doktorskich i habilitacyjnych, związany zawodowo z 10 Wojskowym Szpitalem Klinicznym z Polikliniką SP ZOZ w Bydgoszczy oraz Collegium Medicum Uniwersytetu Mikołaja Kopernika w Toruniu.